# 肖恩·特尼尔
肖恩·特尼尔（Sean Turnell ），澳大利亚经济学家，曾任缅甸国务资政翁山蘇姬的经济政策顾问。他还是麥覺理大學经济学名誉教授，曾在澳洲儲備銀行任職，他還擔任過缅甸发展研究所研究主任。 
2021年2月至2022年11月期间，他在缅甸被拘留。後來返回澳大利亞。

## 個人生活
特内尔的妻子是越南裔澳大利亞人，職業是经济学讲师。